# 서울대학교발전재단
재단법인 서울대학교발전재단(Seoul National University Foundation)은 기금 조성을 통해 단과대학과 대학원, 부속 기관의 교육 및 연구 활동을 지원하는 서울대학교의 재단법인이다. 1967년에 서울대학교학술연구재단설립 및 정관 제정으로 1990년 5월에 재단법인 서울대학교발전기금이라는 재단 명칭으로 설립됐다. 서울특별시 관악구 관악로 1 서울대학교연구공원본관(940동) 2층에 위치하고 있다.
2023년 7월에 기존 재단 명칭을 현재의 재단 명칭으로 변경됐다.

## 운영 및 업무
모금활동, 기금 운용 및 수익사업, 출연 및 예우, 대내외 기관지원 등을 주요 업무로 하고 있으며 발전기금 용도로는 장학지원, 교육지원, 연구 및 학술 활동지원, 캠퍼스 환경 개선 지원 등이다.

## 구성원
- 이사장
- 부이사장
- 상임이사
- 기금본부장

## 역대 이사장
- 제1대: 조완규(1990년~1991년)
- 제2대: 김종운(1991년~1995년)
- 제3대: 이수성(1995년~1996년)
- 제4대: 선우중호(1996년~1998년)
- 제5대: 이기준(1998년~2002년)
- 제6대: 정운찬(2002년~2006년)
- 제7대: 이장무(2006년~2010년)
- 제8대: 오연천(2010년~2014년)
- 제9대: 성낙인(2014년~2019년)
- 제10대: 오세정(2019년~2023년)
- 제11대: 유홍림(2023년~현재)

## 연혁
- 1967년 2월: 서울대학교학술연구재단설립 및 정관 제정
- 1990년 5월: 서울대학교 장학회와 통합하여 (재)서울대학교발전기금 설립
- 1992년 9월: 발전기금조성위원회 및 발전기금조성추진위원회 신설
- 1996년 11월: 자산운용 자문위원회 설립
- 1999년 1월: TEPS 제1회 정기시험 실시 및 사업 주관
- 1999년 7월: 금융자산 관리규정 제정
- 2001년 1월: 서울대학교 TEPS 관리위원회 발족
- 2007년 9월: SNU 발전위원회 창립 및 모금캠페인 ‘VISION2025’ 시행
- 2008년 2월: 서울대학교발전기금 미주재단 설립
- 2010년 7월: 모금캠페인 ‘SNU challenge’ 시행
- 2013년 11월: 기금운용위원회 설립
- 2014년 7월: 모금캠페인 ‘CREATIVE SNU人’ 시행
- 2019년 2월: 모금캠페인 ‘새로운도약, 당신과 함께’ 시행
- 2020년 2월: 외부위탁운용관리(OCIO) 시작
- 2020년 11월: 《서울대학교발전기금 30주년 기념보고서》 발간
- 2023년 2월: 모금캠페인 ‘CREATE TOMORROW’ 시행
- 2023년 7월: (재)서울대학교발전재단으로 재단 명칭 변경[1]